# Liste von Leuchttürmen im Königreich Dänemark
Die Liste von Leuchttürmen im Königreich Dänemark besteht aus:
- Liste von Leuchttürmen in Dänemark
- Liste von Leuchttürmen der Färöer
- Liste der Leuchttürme in Grönland